# Saint-Quentin-le-Verger
Saint-Quentin-le-Verger är en kommun i departementet Marne i regionen Grand Est (tidigare regionen Champagne-Ardenne) i nordöstra Frankrike. Kommunen ligger i kantonen Anglure som tillhör arrondissementet Épernay. År 2022 hade Saint-Quentin-le-Verger 112 invånare.

## Befolkningsutveckling
Antalet invånare i kommunen Saint-Quentin-le-Verger
| Referens: INSEE |